# Глобус (театр, Новосибирск)
Новосибирский академический молодёжный театр «Глобус» — один из старейших театров Новосибирска, основан в 1930 году. Имеет широкий разножанровый репертуар, постановки различных режиссёрских школ. Располагается в здании, стилизованном под парусное судно, построенном в 1984 году, по адресу улица Каменская, д. 1. Строительство осуществляло Строительное управление № 23 Стройтреста № 30 Главновосибирскстроя. До этого занимал здание Дома Ленина на Красном проспекте, где ныне находится Новосибирская государственная филармония.

## История
Датой основания и началом деятельности театра считается 4 апреля 1930 года. Пьесой Леонида Макарьева «Тимошкин рудник» открылся первый стационарный театр Новосибирска.
Из воспоминаний одного из организаторов НТЮЗа Н. Ф. Михайлова:

Тридцатое марта 1930 года. Ленинград. Платформа Октябрьского вокзала. Возбужденные и радостные лица. Работники Ленинградского ТЮЗа во главе со своим руководителем А. А. Брянцевым провожают едущих в далекий Новосибирск создавать Краевой Западно-Сибирский ТЮЗ.
Всех радует мысль — работники искусства вместе со всем народом включаются в социалистическое строительство Сибири, едут на новостройку.
Звонок. Поцелуи. Прощание. И группа из 5 человек — Агаронова, Воронкова, Стратилатов, Мокшанов и я — садится в вагон.
Пять дней пути были заполнены составлением плана по пропаганде ТЮЗа в общественных организациях, которые должны оказать нам поддержку при первых шагах. […]
К концу пути план принял четкие контуры.
4 апреля в 6 часов вечера мы выходили из вагона. Сибирь. Новосибирск.
С этого момента начинается борьба за строительство театра.

Основу труппы театра составили актёры и режиссёры ленинградского ТЮЗа (Н. Ф. Михайлов, В. Стратилатов, Е. Г. Агаронова и др.). Одновременно при театре была создана студия. В репертуар НТЮЗа вошли лучшие произведения советской драматургии для детей — «Аул Гидже» Шестакова (1931), «Винтовка 492116» Крона (1934), «Музыкантская команда» Дэля (1935), «Снежная королева» Е. Л. Шварца (1939) и др.
В годы Великой Отечественной войны (в 1942 году) ТЮЗ на 18 месяцев уезжает в г. Анжеро-Судженск. Бригады актёров выступали на шахтах, в общежитиях, в госпиталях с концертами, беседами, спектаклями. Именно в годы войны театр создал спектакли классического репертуара, которые позднее были описаны в учебниках по истории советского драматического театра.
В последующие 45 лет театр возглавляли режиссёры, стремящиеся экспериментировать, расширять репертуар спектаклями для разных возрастов: Владимир Кузьмин, Лев Белов, Владимир Чернядев. Среди лучших спектаклей: «Как закалялась сталь» по Н. Островскому (1938), «Молодая гвардия» А. А. Фадеева (1947), «Товарищи-романтики» Соболя (1957), «Именем Революции» Шатрова (1962), «Недоросль» Фонвизина (1970), «Материнское поле» по Айтматову (1972) и др.
С 1958 по 1971 гг. и с 1978 по 1987 гг. директором театра была заслуженный работник культуры РФ Нина Никулькова. Благодаря её стараниям у театра появилось новое здание, в котором сейчас располагается «Глобус». Много сил и энергии требовалось, чтобы утвердить саму идею строительства нового здания ТЮЗа в Министерстве культуры СССР, в ЦК КПСС и правительстве СССР. После того как удалось найти поддержку, началось строительство. Первый кирпич в основание нового здания был заложен в 1965 году, а в 1970 году начали строить нулевой цикл. Самый долгожданный день для театра наступил 30 октября 1984 года. Директору вручили символический ключ от театра, который тоже был в виде парусника, и «корабль» поплыл. Главным архитектором нового здания театра стал выдающийся советский и российский архитектор Михаил Иванович Стародубов, заслуженный архитектор Российской Федерации и член Союза архитекторов СССР и заслуженный архитектор РФ, а также Анатолий Сабиров, заслуженный архитектор РФ. А в 1989 году проект здания получил Серебряную медаль ВДНХ СССР.
С 1990 по 1996 гг. художественным руководителем театра стал композитор Григорий Гоберник, который тяготел к музыкальной эстетике, к спектаклю-празднику. За период совместной работы Григория Гоберника и директора Марии Ревякиной для развития театра было сделано многое, как в художественном, так и в техническом отношении.
В 1993 году театр получил новое имя — «Глобус». Оно точно передаёт суть программы театра, который открыт мировому художественному опыту всех стран и эпох. В 1999 году Новосибирскому молодёжному театру «Глобус» присвоено почётное наименование «академический».
С 2000 по 2003 гг. главным режиссёром Новосибирского академического молодёжного театра «Глобус» был заслуженный артист России Александр Галибин. Режиссёр продолжил развитие творческой программы театра, которая предполагает постановку и выпуск спектаклей, в основе которых лежит классическая и современная драматургия русских и зарубежных авторов.
17 января 2008 года театр «Глобус» одним из первых театров в России осуществил изменение организационно-правовой формы, став государственным автономным учреждением культуры.
С 2008 года главным режиссёром театра является Алексей Крикливый. С 2001 по 2014-й театр возглавляла директор Татьяна Людмилина. С января 2014 года директор театра «Глобус» — Елена Алябьева. С 7-го августа 2020 года Татьяна Людмилина была возвращена к должности вновь вступившей в полномочия Министра Культуры НСО Натальей Ярославцевой.

## Театр сегодня

### Репертуарная политика
Театр «Глобус» приглашает для сотрудничества не только признанных мастеров сцены. Особое внимание он уделяет представителям нового поколения режиссуры. Это позволяет создавать спектакли, отвечающие различным зрительским интересам — комедии масок, мелодрамы, психологические драмы, и в то же время удовлетворять потребность зрителя в интеллектуальном театре. Отбор пьес для составления детского репертуара основан на предпочтении популярных классических сказок.
В настоящее время творческий состав театра представляет собой коллектив из 48 актёров, главного режиссёра, режиссёра-постановщика, руководителей студий пластики и вокала. В труппе театра 13 артистов имеют звание Заслуженный артист России. В 2014 году в «Глобусе» появилась стажерская студия, которая состоит из недавних выпускников Новосибирского театрального института. Молодые артисты активно заняты в спектаклях репертуара «Глобуса», а также готовят собственные проекты.
Театр «Глобус» сегодня — это две сцены: большая, со зрительным залом на 500 мест и малая — на 118. Ежегодно театр выпускает восемь-девять премьер, многие из которых становятся заметным театральным событием. В репертуаре театра — 46 спектаклей, которые идут на большой и на малой сцене театра.
Благодаря широкому репертуарному диапазону театр является частым гостем ежегодных театральных фестивалей. За последние годы он побывал на российских фестивалях в городах: Москва, Санкт-Петербург, Екатеринбург, Воронеж, Великий Новгород, Нижний Новгород, Иркутск, Магнитогорск, Новокузнецк, Омск, Орел, Тюмень, Сочи, Самара. Театр принимал участие в зарубежных фестивалях Болгарии, Польши, Словении, Австрии, Германии, Бельгии и Японии.
«Глобус» всегда считался творческой лабораторией, которая стремится говорить со своим зрителем современным языком. Именно так в театре возникло масштабное музыкальное движение. В 2004 году состоялся выпуск мюзикла «НЭП» по мотивам «Педагогической поэмы» А. С. Макаренко, который несколько лет с неизменным успехом идёт на большой сцене театра. Получил резонанс театральной общественности и публики мюзикл Л. Бернстайна «Вестсайдская история», премьера которого состоялась в ноябре 2007 года. Американская классика жанра впервые была воссоздана и поставлена в России в своём доподлинном, оригинальном качестве. Традицию музыкальных постановок в театре «Глобус» продолжили мюзиклы «Том Сойер» (2010 г.) и «Алые паруса» (2012 г.).

### Гастрольная жизнь
В мае 2008 года театру удалось возобновить традицию масштабных гастролей — состоялись обменные гастроли «Глобуса» и Кемеровского областного ордена «Знак Почёта» театра драмы им. А. В. Луначарского.
В 2009 г. спектакль «Старосветская любовь» Н. Коляды был показан на X Международном театральном фестивале «Радуга» в Санкт-Петербурге.
В 2010 г. состоялись гастроли театра в г. Москва. На площадке Московского Дворца молодёжи был представлен мюзикл «Вестсайдская история» Л. Бернстайна (музыкальный руководитель и дирижёр Алексей Людмилин, режиссёр Грэг Ганакас, США).
2011 г. — участие в Первом Международном Платоновском фестивале (г. Воронеж) с постановкой «Возвращение» А. Платонова (режиссёр Олег Юмов, Москва). В том же году спектакль «Возвращение» участвовал в конкурсной программе Национального театрального фестиваля «Золотая Маска».
В 2011 г. состоялись обменные гастроли между театром «Глобус» и Красноярским драматическим театром им. А. С. Пушкина.
2013 г. — большие гастроли на сцене Зимнего театра г. Сочи со спектаклями «Братишки», «Simейные истории», «Лес», «Игроки», «Почти смешная история» и «Каштанка».
В 2014 г. новосибирский «Глобус» обменялся сценами с Новокузнецким драматическим театром.
Имидж Новосибирска как культурного центра Сибири во многом формируется благодаря инициативам «Глобуса». Театр является организатором крупных культурных акций всероссийского значения: приезд в Новосибирск МХТ им. А. П. Чехова, «Комеди Франсез» (Франция), итальянского театра марионеток «Карло Колла и сыновья»; один из крупнейших форумов Международный Рождественский фестиваль искусства Национальной театральной премии «Золотая Маска»; и др. В 2012 году специально к 75-летию Новосибирской области «Глобус» организовал театральный фестиваль «Новосибирские сезоны». В фестивальной программе были ведущие театры столицы со своими лучшими спектаклями последних лет.
Помимо этого большое значение уделяется гастролям в районах Новосибирской области с профессиональными спектаклями.

## Проекты

#### «Глобус». Место действия
В рамках этого проекта состоялось несколько театральных лабораторий: лаборатория молодой режиссуры (2011), лаборатория «Пьесы „Любимовки“ в Новосибирске. Избранное» (2013). В 2014 году в театре состоялась первая в Сибири лаборатория, посвящённая освоению жанра «сторителлинг». Для проведения проекта была приглашена режиссёр Елена Новикова, а участники — артисты «Глобуса» — рассказывали истории по мотивам шекспировских произведений.

#### Социальная работа
В театре предусмотрены специальные условия для лиц с нарушениями опорно-двигательного аппарата и инвалидов-колясочников. Отдельный вход для маломобильных посетителей расположен на пандусе театра, возле служебного входа, и открывается за час до начала спектакля. 

#### Работа с молодёжью
Театр ведёт образовательную политику в отношении студентов Новосибирского театрального института, предоставляя возможность получать практический опыт, участвуя в спектаклях, находясь на сцене с мастерами и педагогами. В 75-м театральном сезоне специально для масштабных музыкальных проектов в «Глобусе» организованы молодёжные симфонический оркестр и хор.
С 1989 года в театре существует студия пластики, с 1994 года — детская вокальная студия. Дети и молодёжь студий ежедневно занимаются профессиональными дисциплинами и работают на сцене театра.
«Глобус» занимается просветительской работой среди учащихся школ и студенческой молодёжи: фестивали детских театральных коллективов, праздники для детей, викторины, выставки детского творчества. Совместно со структурами правительства Новосибирской области и мэрии Новосибирска театр регулярно организует благотворительные программы, мероприятия для детей-сирот, инвалидов, детей из малообеспеченных семей. Театр получил звание Лауреата премии мэрии Новосибирска в номинации «Дети и город» за большой вклад в эстетическое воспитание детей, занесён в «Золотую книгу культуры Новосибирской области».

## Награды театра (1940—2018 гг.)
2018 
- Премия Правительства Российской Федерации за лучшую театральную постановку по произведениям русской классики (12 декабря 2018 года) — за постановку «Игрок» (по роману Ф. М. Достоевского «Игрок»)[4].

2014 
- Диплом в номинации «За актуализацию детской классики» Четвёртого межрегионального театрального фестиваля спектаклей для детей и подростков «Сибирский кот» (Северск) — «Чук и Гек» А. Гайдара.
- Приз в номинации «Лучшая мужская роль» III Межрегионального театрального фестиваля-конкурса «Ново-Сибирский транзит» (Новосибирск) — «Крейцерова соната» Л. Толстого.

2013
- Национальная театральная премия «Золотая Маска» в номинациях «Лучший дирижёр/оперетта-мюзикл» — Алексей Людмилин (мюзикл «Алые паруса» М. Дунаевского) и «Лучшая работа режиссёра/драма» — Марат Гацалов (спектакль «Август: графство Осейдж» по пьесе Т. Леттса).
- Гран-при XI Театрального фестиваля-конкурса профессиональных драматических театров «Камерата» (Челябинск) — «Толстая тетрадь» А. Кристоф.
- Звание лауреата и третье место в номинации профессионалов Всероссийского фестиваля-конкурса камерных и моноспектаклей «Один, два, три» (Новосибирск) — «Чук и Гек» А. Гайдара.

2012
- Национальная премия «Музыкальное сердце театра» в номинациях «Лучший музыкальный руководитель», «Лучшая музыка (композитор)», «Лучшая пьеса (драматург)» — мюзикл «Алые паруса» М. Дунаевского.
- Золотой приз «Театральный Олимп», дипломы «За глубокое сценическое прочтение прозы А. Платонова», «За высокую культуру театрального менеджмента», сертификат на право показа спектакля «Возвращение» А. Платонова в эфире телеканала «Театр», специальный приз Союза театральных деятелей РФ II Федерального фестиваля «Театральный Олимп» (Сочи).
- Приз в номинации «Лучший актерский ансамбль» VI Международного театрального фестиваля современной драматургии «Коляда-Plays» (Екатеринбург) — спектакль «Мамочки» В. Зуева в постановке Дениса Малютина.
- Приз в номинации «Лучший спектакль малой формы» Межрегионального театрального фестиваля-конкурса «Ново-Сибирский транзит» — спектакль «Август: графство Осейдж» Т. Леттса в постановке Марата Гацалова.

2009 
- Национальная премия «Музыкальное сердце театра» в номинациях «Лучший дирижёр» и «Лучшая исполнительница второго плана» — «Вестсайдская история» Л. Бернстайна.

2008 
- Театр занесён в Федеральный Реестр «Всероссийская Книга Почета».
- Победитель конкурса «7 чудес Новосибирска».
- Победитель Всероссийского конкурса «100 лучших товаров России».

2007 
- Премия губернатора Новосибирской области В. А. Толоконского за лучшие достижения в области культуры и искусства — мюзиклы «Вестсайдская история» Л. Бернстайна и «НЭП» Е. Сибиркиной.

2005 
- Благодарность Президента Российской Федерации (31 марта 2005 года) — за большой вклад в развитие театрального искусства и эстетическое воспитание молодёжи[5].
- Премия Правительства Российской Федерации имени Фёдора Волкова за вклад в развитие театрального искусства Российской Федерации (10 сентября 2005 года)[6];

2004 
- Национальная театральная премия «Золотая Маска» в номинациях «Спектакль малой формы» и «Специальный приз жюри за главную женскую роль» — «Двойное непостоянство» П. Мариво.
- Гран-при «За лучший спектакль» XIV Международного театрального фестиваля «Контакт» (Торунь, Польша) — «Двойное непостоянство» П. Мариво.

2003 
- Международная театральная премия им. К. С. Станиславского — «Двойное непостоянство» П. Мариво.

2000 
- Победитель конкурса «Окно в Россию» в номинации «Театр года» среди провинциальных учреждений культуры, объявленного газетой «Культура» и компанией «Филипп Морис», по итогам 1999 г.

1999
Театру присвоено звание «академический».
1998 
- Звание лауреата мэрии Новосибирска в номинации «Дети и город» за большой вклад в эстетическое воспитание детей.
- Грант Института «Открытое общество» Фонда Сороса за проведение фестиваля детского и юношеского театрального творчества «Здравствуй, племя младое, незнакомое!..» в рамках Открытого Всероссийского конкурса, посвящённого 200-летию со дня рождения А. С. Пушкина.
- Грант Института «Открытое общество» Фонда Сороса на проведение мастер-классов с актёрами под руководством народного артиста России Б. А. Морозова.

1997
- Грант Института «Открытое общество» на стажировку в США по линии Arts Link — главному балетмейстеру театра, заслуженному деятелю искусств России Г. В. Ерасеку.
- Грант Института «Открытое общество» Фонда Сороса на осуществление благотворительного проекта «Весь мир — наш дом» в рамках Открытого конкурса «Театр на пороге XXI века».
- Звание лауреата конкурса «Окно в Россию» в номинации «Театр года» среди провинциальных учреждений культуры, объявленного газетой «Культура» и компанией «Филипп Морис», по итогам 1996 г.

1996 
- Грант Института «Открытое общество» на осуществление благотворительной программы «Под знаком Зодиака» для детей-сирот и детей из социально незащищённых слоёв населения.

1993 
Гранты Фонда Форда и Фонда Сороса на стажировку и учёбу в США — директору театра М. Е. Ревякиной.
1989
- Грант Фонда Сороса на постановку совместного спектакля России — США — «Колыбельная для завтра».

1978 
- Диплом I степени Министерства культуры СССР и ВТО на фестивале драматургии и театрального искусства Народной Республики Болгарии — «Любовь необъяснимая» Н. Йорданова.
- Диплом I степени на III Всесоюзном фестивале драматургии и театрального искусства народов СССР — «Мяч, в котором сидели два джинна» Г. Чичинадзе.

1977 
- Диплом областного управления культуры, отделения ВТО, обкома профсоюзов работников культуры на смотре-конкурсе спектаклей, посвящённых 60-летию Великой Октябрьской социалистической революции, — «Сквозь время» В. Кина.

1975 
- Диплом I степени и премия Министерства культуры РСФСР — «Настенька» В. Недоброво.
- Диплом I степени и премия Министерства культуры СССР на Всесоюзном фестивале спектаклей на военно-патриотическую тему, посвящённом 30-летию Победы советского народа над фашизмом в Великой Отечественной войне.

1973
- Диплом I степени на Всероссийском смотре спектаклей в ознаменование 150-летия со дня рождения А. Н. Островского — «Свои люди — сочтемся» А. Островского.
- Диплом I степени на II Всероссийском фестивале национальной драматургии СССР в ознаменование 50-летия СССР — «Материнское поле» Ч. Айтматова.

1972—1974
- Дипломы III степени Министерства культуры РСФСР и ВТО по результатам Всероссийского смотра работы театров с творческой молодёжью.

1969 
- Новосибирский тюз награждён орденом «Знак Почета».

1968
- Новосибирскому тюзу присвоено звание лауреата премии Новосибирского обкома ВЛКСМ.
- Диплом I степени на Всероссийском фестивале драматических и детских театров, посвящённом 100-летию со дня рождения М. Горького, — «На дне» М. Горького.
- Серебряный диплом Министерства культуры РСФСР и ВТО к 50-летию советского театра для детей.
- Диплом I степени на Всероссийском фестивале драматических и детских театров, посвящённом 50-летию Ленинского комсомола, — «Именем революции» М. Шатрова.

1967 
- Диплом II степени на Всероссийском смотре спектаклей драматических и детских театров в ознаменование 50-летия Великой Октябрьской социалистической революции — «Чайка» А. Чехова.

1963 
- Диплом I степени на фестивале «Театральная весна» в Новосибирске — «Именем революции» М. Шатрова.

1962 
- Диплом II степени за творческие достижения на смотре театров для детей, посвящённом 40-летию пионерской организации имени В. И. Ленина, — «Именем революции» М. Шатрова.

1958
- Диплом на Всесоюзном фестивале детских театров в Москве — «Товарищи романтики» М. Соболя.

1940 
- Диплом на I Всесоюзном смотре спектаклей для детей в Москве — «Снежная королева» Е. Шварца.
- Диплом на I Всесоюзном смотре спектаклей для детей в Москве — «Как закалялась сталь» Н. Островского.

## Труппа

### Заслуженные артисты России
- Евгений Важенин
- Александр Варавин
- Владилен Кондрашов
- Тамара Кочержинская
- Александр Кузнецов
- Ирина Нахаева
- Наталья Орлова
- Илья Паньков
- Тамара Седельникова
- Лаврентий Сорокин †
- Людмила Трошина
- Павел Харин †
- Галина Яськова

## Текущий репертуар
- Art Я. Реза, постановка — Денис Малютин, премьера 6 мая 2013
- Август: графство Осейдж Т. Леттс, постановка — Марат Гацалов, премьера 14 сентября 2011
- Алые паруса М. Дунаевский, постановка — Нина Чусова, премьера 16 марта 2012
- Арабская ночь Р. Шиммельпфенниг, постановка — Александр Созонов, премьера 23 апреля 2015 года
- Братишки Р. Куни и М. Куни, постановка — Алексей Крикливый, премьера 9 октября 2009
- Возвращение А. Платонова, постановка — Олег Юмов, премьера 21 апреля 2010[7]
- Ворон К. Гоцци, постановка — Иван Орлов, премьера 14 ноября 2014 года
- Двенадцатая ночь У. Шекспир, постановка — Елена Невежина, премьера 30 ноября 2013[8]
- Девочки из календаря Т. Фёрт, постановка — Алексей Крикливый, премьера 7 февраля 2013
- Денискины рассказы В. Драгунский, постановка — Алексей Крикливый, премьера 30 мая 2012
- Дни Турбиных М. Булгаков, постановка — Елена Невежина, премьера 17 марта 2011
- Дядюшкин сон Ф. Достоевский, постановка — Алексей Крикливый, премьера 15 мая 2014
- Зайка-зазнайка С. Михалков, автор идеи и постановщик Светлана Потемкина, премьера 9 октября 2007
- Золушка О. Штанина, постановка — Юрий Катаев, премьера 13 июня 2013
- Игроки Н. Гоголь, постановка — Александр Галибин, премьера 27 января 2001
- Каштанка А. Чехов, постановка — Юрий Катаев, премьера 24 января 2008
- Коварство и любовь Ф. Шиллер, постановка — Нина Чусова, премьера 17 мая 2011
- Король Матиуш Я. Корчак, постановка — Полина Стружкова, премьера 18 марта 2015 года
- Кот в сапогах Г. Сапгир, С. Прокофьева, постановка — Денис Малютин, премьера 4 декабря 2013
- Красная Шапочка С. Потемкина, постановка — Светлана Потемкина, премьера 4 марта 2014
- Крейцерова соната Л. Толстой, постановка — Алексей Крикливый, премьера 4 сентября 2013
- Куба А. Липовской, премьера 14 сентября 2012
- Лес А. Островский, постановка — Роман Самгин, премьера 10 октября 2012
- Летит О. Мухина, постановка — Алексей Крикливый, премьера 28 октября 2011
- Любовь людей Д. Богославский, постановка — Иван Орлов, премьера 6 декабря 2012
- Макулатура Ч. Буковски, постановка — Лаврентий Сорокин, премьера 22 октября 2014 года
- Мамочки В. Зуев, постановка — Денис Малютин, премьера 26 января 2012
- Момо М. Энде, постановка — Екатерина Гороховская, премьера 9 апреля 2014
- Наивnо. Sупер Э. Лу, постановка — Алексей Крикливый, премьера 26 апреля 2007
- НЭП Е. Сибиркина, постановка — Алексей Крикливый, премьера 10 декабря 2004
- Осенний марафон А. Володин, постановка — Лариса Александрова, премьера 6 февраля 2014
- Остров сокровищ Р. Л. Стивенсон, постановка — Денис Филимонов, премьера 10 апреля 2009
- Поллианна Э. Портер, постановка — Анна Трифонова, премьера 13 марта 2013
- Почти смешная история Э. Брагинский, постановка — Тимур Насиров, премьера 19 апреля 2012
- Приключения капитана Врунгеля и Ко А. Некрасов, постановка — Василий Лукьяненко, премьера 30 октября 2013
- Робин Гуд Е. Загот, О. Никифорова, К. Арсенев, постановка — Нина Чусова, премьера 12 декабря 2014 года
- Русское варенье Л. Улицкая, постановка — Алексей Песегов, премьера 3 апреля 2008
- Скупой Ж.-Б. Мольер, постановка — Роман Самгин, премьера 8 декабря 2010
- Толстая тетрадь А. Кристоф, постановка — Алексей Крикливый, премьера 11 ноября 2010
- Том Сойер В. Семенов, постановка — Анна Зиновьева, премьера 19 марта 2010
- Торжество любви П. Мариво, постановка — Роман Феодори, премьера 6 марта 2014
- Финист-Ясный сокол А. Хатникова, постановка — Анна Бабанова, премьера 21 ноября 2012
- Чук и Гек А. Гайдар, постановка — Полина Стружкова, премьера 25 ноября 2011
- Чума на оба ваши дома Г. Горин, постановка — Владимир Гурфинкель, премьера 11 декабря 2008

## Постановки прошлых лет

### 2001
- Двенадцать месяцев С. Маршака, постановка Сергей Каргин
- Двое на качелях У. Гибсона
- Бабьи сплетни К. Гольдони, постановка Владимир Туманов
- Повесть о Сонечке М. Цветаева

### 2002
- Бемби Ф. Зальтен, постановка Алексей Крикливый
- Двойное непостоянство П. Мариво, постановка Дмитрий Черняков,
- Бульвар преступлений Э.-Э. Шмитт, постановка Александр Галибин

### 2003
- Ю О. Мухина, постановка Алексей Крикливый
- Вишневый сад А. Чехов, постановка Игорь Лысов.

### 2004
- Дети солнца М. Горького, постановка Сергей Каргин
- Белая овца Д. Хармс, постановка Елена Невежина
- Деревья умирают стоя А. Касона, постановка Сергей Каргин, премьера 23 апреля 2004

### 2005
- Свадьба Кречинского А.Сухово-Кобылин, постановка Марина Глуховская
- Аленький цветочек И. Карнаухова, Л. Браусевич, постановка Евгений Зимин
- Simейные истории Б. Срблянович, постановка Алексей Крикливый

### 2006
- Mutter В. Дурненков, постановка Елена Невежина
- Дама с камелиями А. Дюма, постановка Алексей Крикливый
- Любовью женщина жива…
- Женитьба Н. Гоголь, постановка Нина Чусова

### 2007
- Вестсайдская история Л. Бернстайн, дирижёр-постановщик Кейт Кларк, режиссёр Грэг Ганакас
- Месяц в деревне И. Тургенев, постановка Александр Кузин
- Незнайка-путешественник Н. Носов, постановка Евгений Зимин
- Саня, Ваня, с ними Римас В. Гуркин, постановка Марина Брусникина

### 2008
- Циники А. Мариенгоф, постановка Алексей Песегов
- Королева красоты М. Мак-Донах, постановка — Анна Зиновьева

### 2009
- Шукшин. Про жизнь. В. Шукшин, постановка Владимир Гурфинкель
- Вредные советы Г. Остер, постановка Алексей Крикливый
- Незнакомый Некрасов постановка Тамара Кочержинская
- Старосветская любовь Н. Коляда, постановка Алексей Крикливый

### 2010
- Жизнь прекрасна! Э. Лу, постановка Алексей Крикливый
- Снежная королева, постановка Юрий Катаев
- Муми-тролль и комета Т. Янссон, постановка Вячеслав Тыщук

### 2011
- Есенин. Опыт постижения поэта С. Есенин, постановка Тамара Кочержинская
- Шоколад, постановка Татьяна Безменова
- Гроза А. Островский, постановка Олег Юмов

## Интересные факты
- Вот уже 30 лет в театре хранится символический ключ от здания, исполненный в форме парусника, а под зданием театра — капсула с посланием будущим поколениям. И капсула и ключ были посвящены открытию нового здания театра. Первый кирпич в его основание был заложен в 1965 году, а в 1970 году начали строить нулевой цикл. Автором проекта стал А. Сабиров, заслуженный архитектор РФ. Самый долгожданный день для театра наступил 30 октября 1984 года. Именно тогда была заложена капсула, а Нине Ивановне Никульковой бывшей в те времена директором театра — был вручён символический ключ от театра.
- Всего в здании театра 12 этажей и 2 подвала. В помещениях театра расположились хозяйственные службы театра, обувной и пошивочный цеха, типография, склады реквизита и костюмов, аппаратные, механизмы управления сценой, коммуникации, гримёрки, выставочные галереи, буфеты, гардеробы и, конечно, 2 зрительных зала.
- Перед премьерой спектакля «Бульвар Преступлений» для установления комфортной для зрителя скорости вращения кольца и круга были приглашены 200 курсантов и врач.
- Булыжник, которым разбивают стекло в спектакле «Двойное непостоянство» весит 1 кг.
- Дольше всего на сцене театра играется спектакль «Игроки» (с 27 января 2001 года), вот уже многие годы пользуясь феноменальной популярностью у зрителей.
- Рекордсмен по количеству показов — мюзикл «НЭП», он был показан 174 раза.
- На третьем этаже театра в специальном кабинете с 1993(?) года находится «аппаратная» цветомузыкального фонтана, находящегося на площади перед театром.
- 26 июля 1992 года в ТЮЗе состоялось первая Служба Новосибирской Христианской Церкви. Миссионерская команда из Московской Церкви Христа и ученики Христа из некоторых других стран (Швеция, Венгрия, Канада, США) несколько недель приглашали людей на улице. В 10:00, в тот день, 317 человек посетили первое Богослужение, с выступлением Энди Флеменга «Церковь о которой говорит Библия»